# ALICE (детектор)

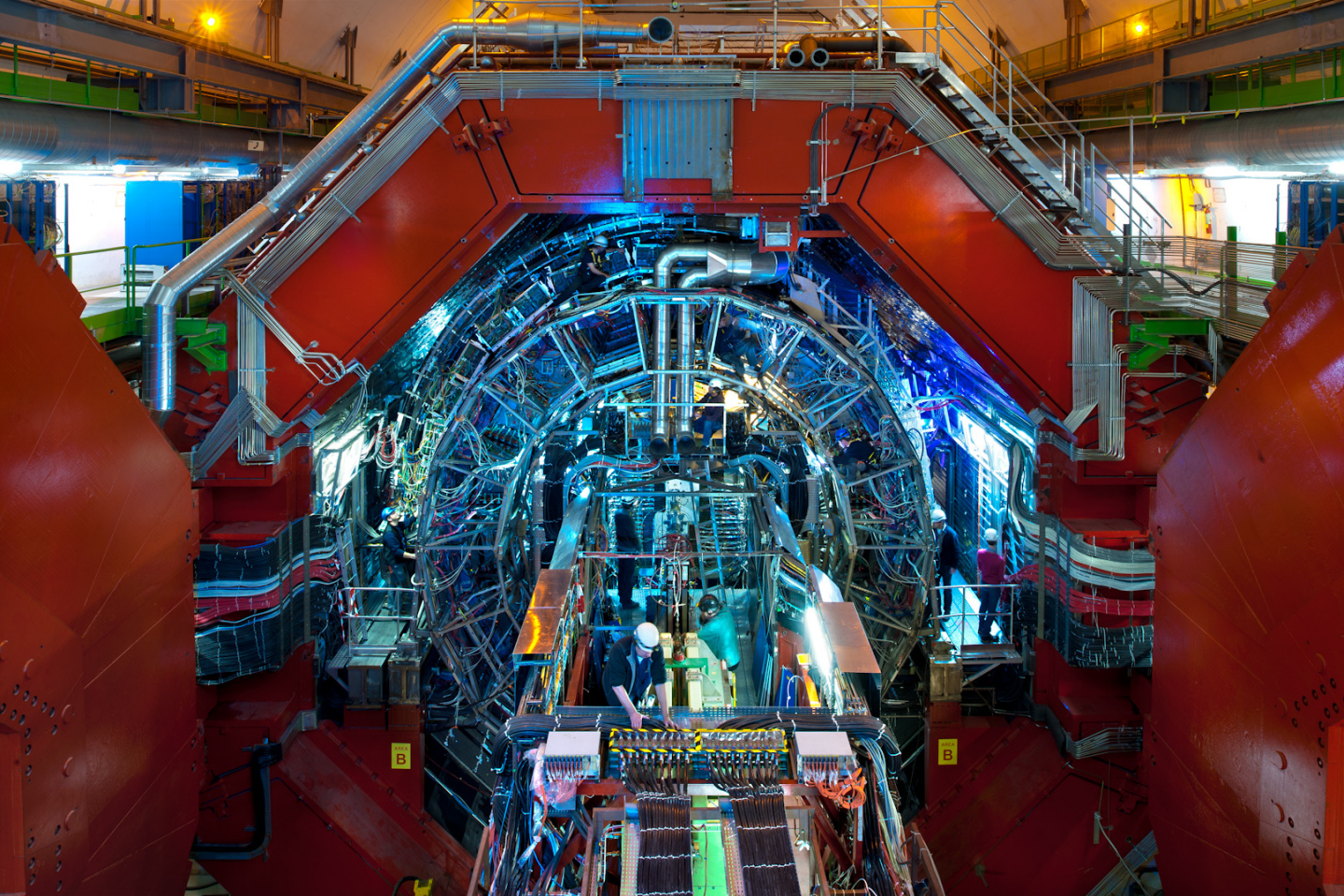
Зовнішній вигляд детектора

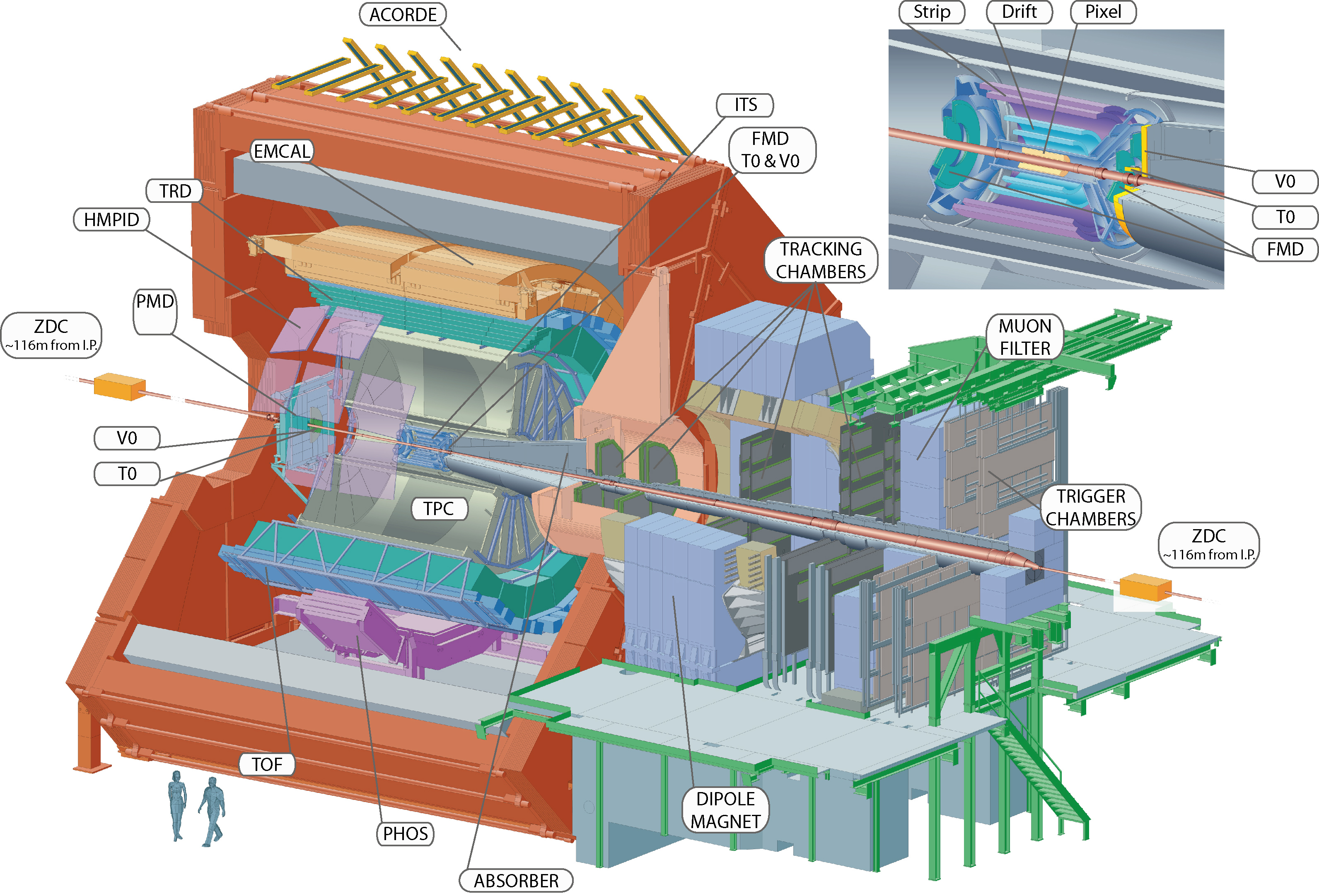
Зображення детектора у розрізі

ALICE (англ. A Large Ion Collider Experiment) — один із 6 детекторів у складі Великого адронного колайдера, його внутрішня трекова система.
Призначений для спостережень за зіткненнями ядер свинцю, під час яких може утворюватися Кварк-глюонна плазма, а також для дослідження зіткнень «протон-протон», з яких можна отримувати дані для порівняння зі зіткненнями іонів свинцю.
Назву ALICE має також дослідницька група, яка будувала і тепер експлуатує детектор.
У ній брали участь і українські науковці на чолі з Г.М.Зінов'євим.
Зокрема, участь у роботах над ALICE брали українські науковці з Харківського фізико-технічного інституту та НТК «Інститут монокристалів». У Науково-дослідному технологічному інституті приладобудування (Харків) під керівництвом професора В.Борщова було налагоджене відповідне виробництво.